# Super Zaxxon
Super Zaxxon è un videogioco arcade sparatutto a scorrimento di fantascienza, primo seguito di Zaxxon. Pubblicato da SEGA nel 1982, lo stesso anno di Zaxxon, fu poi convertito per i computer Apple II, Atari 8-bit, Commodore 64 e IBM compatibili.
Nel caso del Commodore 64 uscirono due conversioni del tutto differenti, quella su cartuccia della SEGA e quella su disco/cassetta della HesWare/U.S. Gold. Nel caso dell'Atari 8-bit la versione cartuccia differisce solo per alcuni dettagli.

## Modalità di gioco
Super Zaxxon è al pari di Zaxxon uno sparatutto a scorrimento obliquo con l'uso della proiezione isometrica. Le vite sono tre, senza punti ferita. Si usano un joystick a 8 direzioni, per controllare la navicella, e un pulsante, per sparare. 
Le differenze col suo predecessore sono essenzialmente tre:
- l'azione si svolge interamente su basi spaziali, alcune delle quali caratterizzate dalla presenza di tunnel: non ci sono dunque battaglie nello spazio aperto
- tra i nemici comuni, sono presenti tutti quelli già noti, ma ve ne sono anche di nuovi
- ci sono tre boss, tutti draghi robotizzati (la loro eliminazione non è indispensabile, al pari del robot di Zaxxon); il primo è di colore blu, il secondo verde e il terzo rosso